# 锡兰玉心花
锡兰玉心花（学名：Tarenna zeylanica），为茜草科乌口树属下的一个植物种。种名zeylanica意为斯里兰卡的。

## 圖片

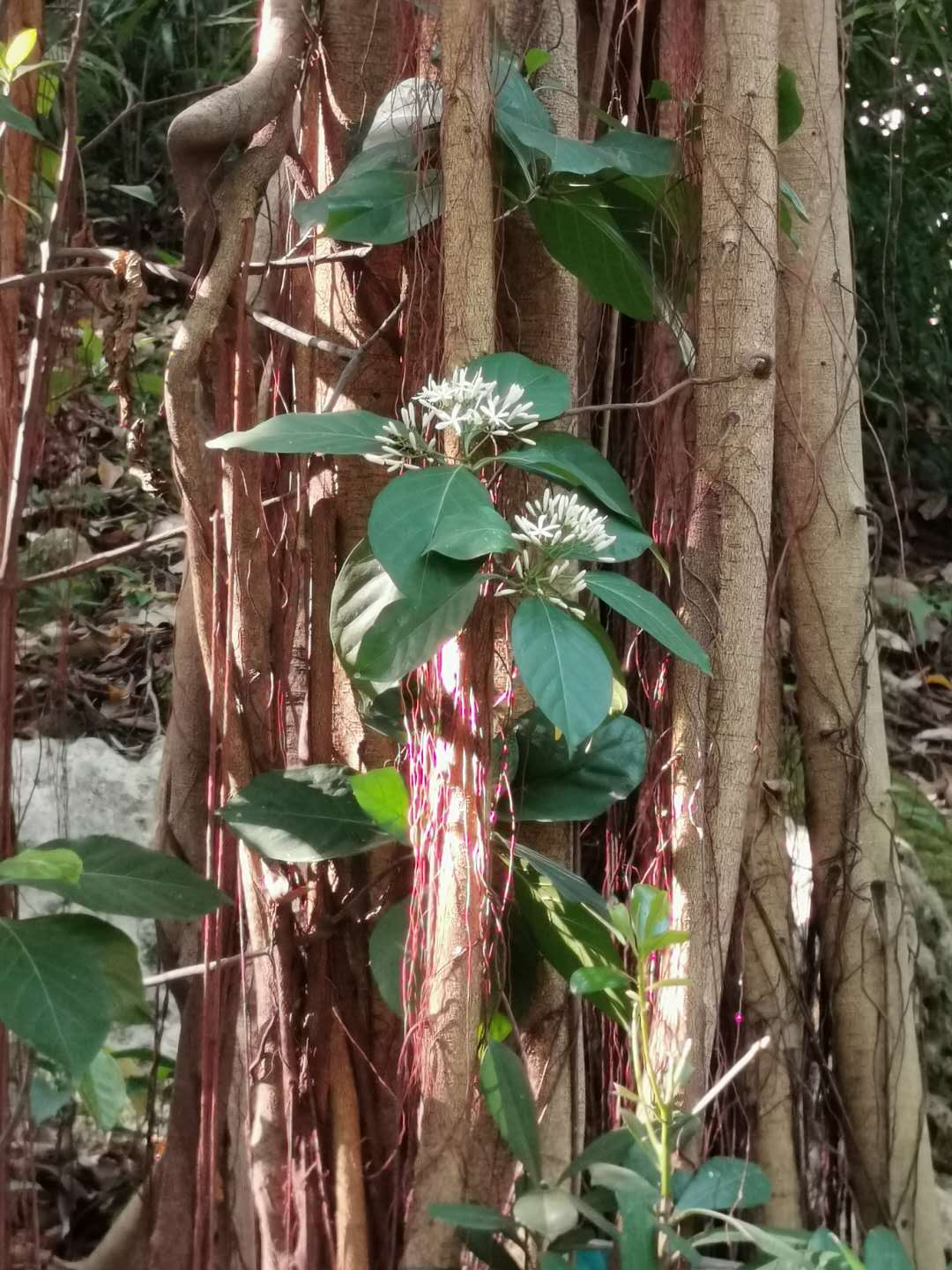
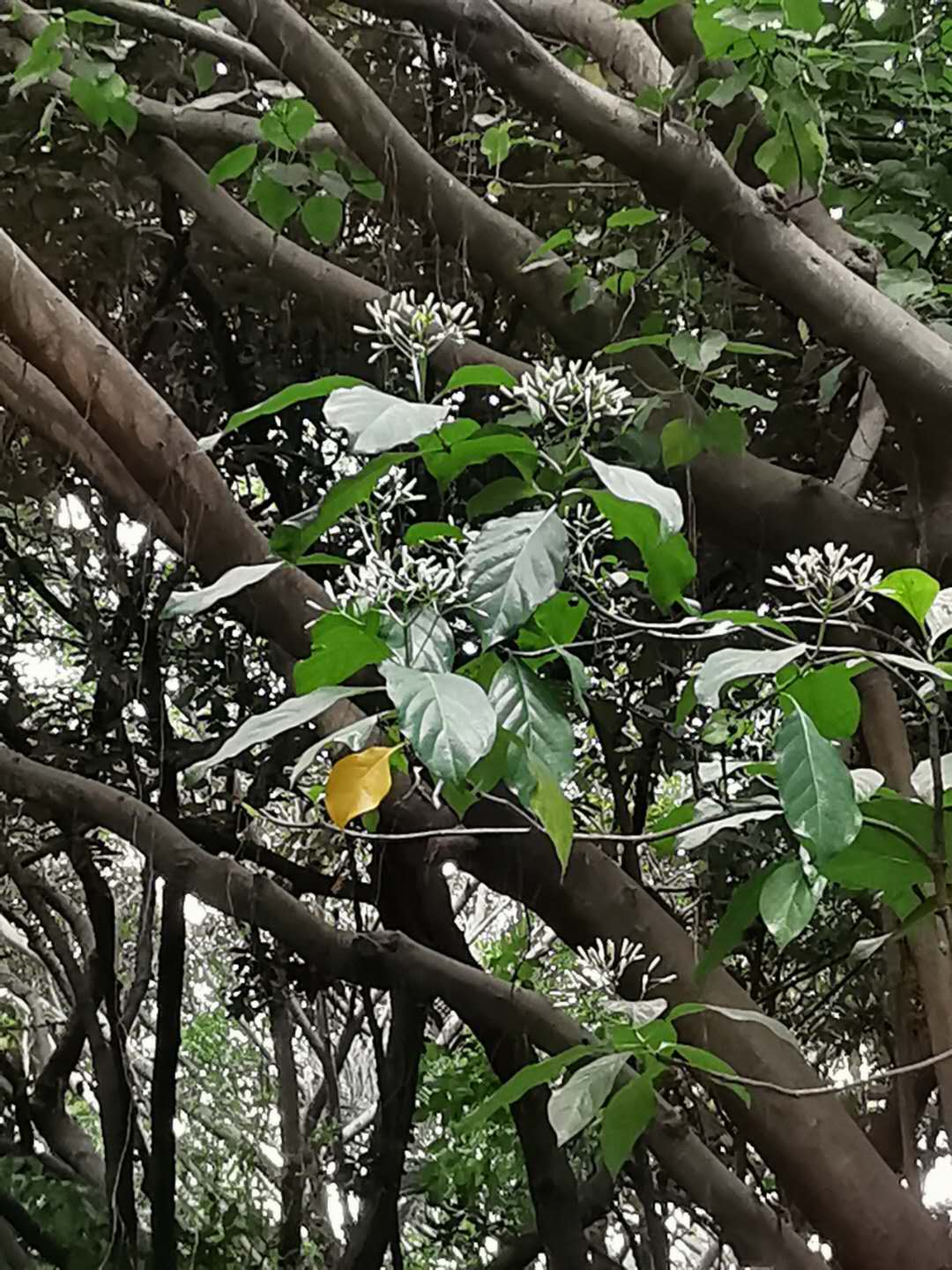
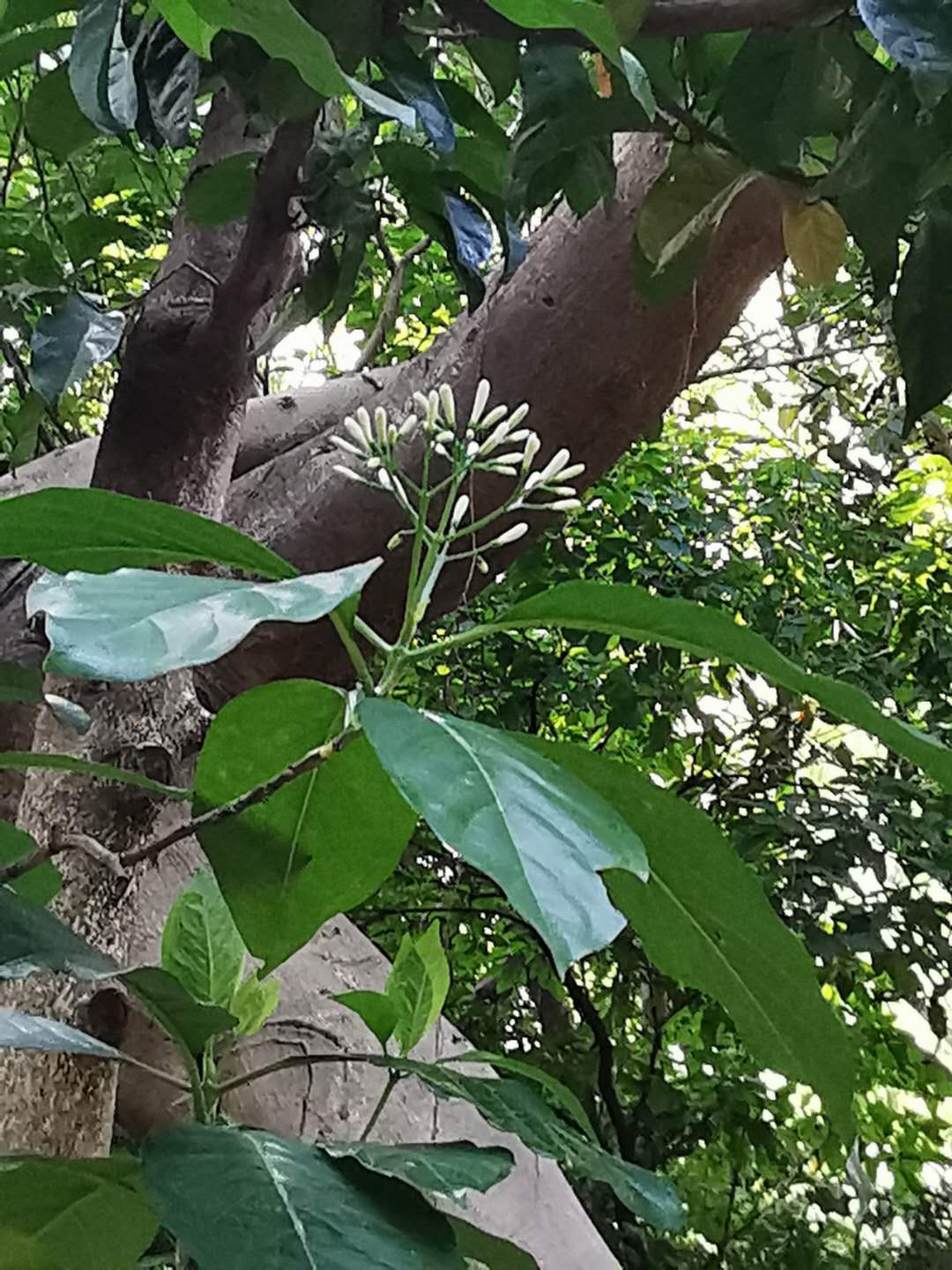
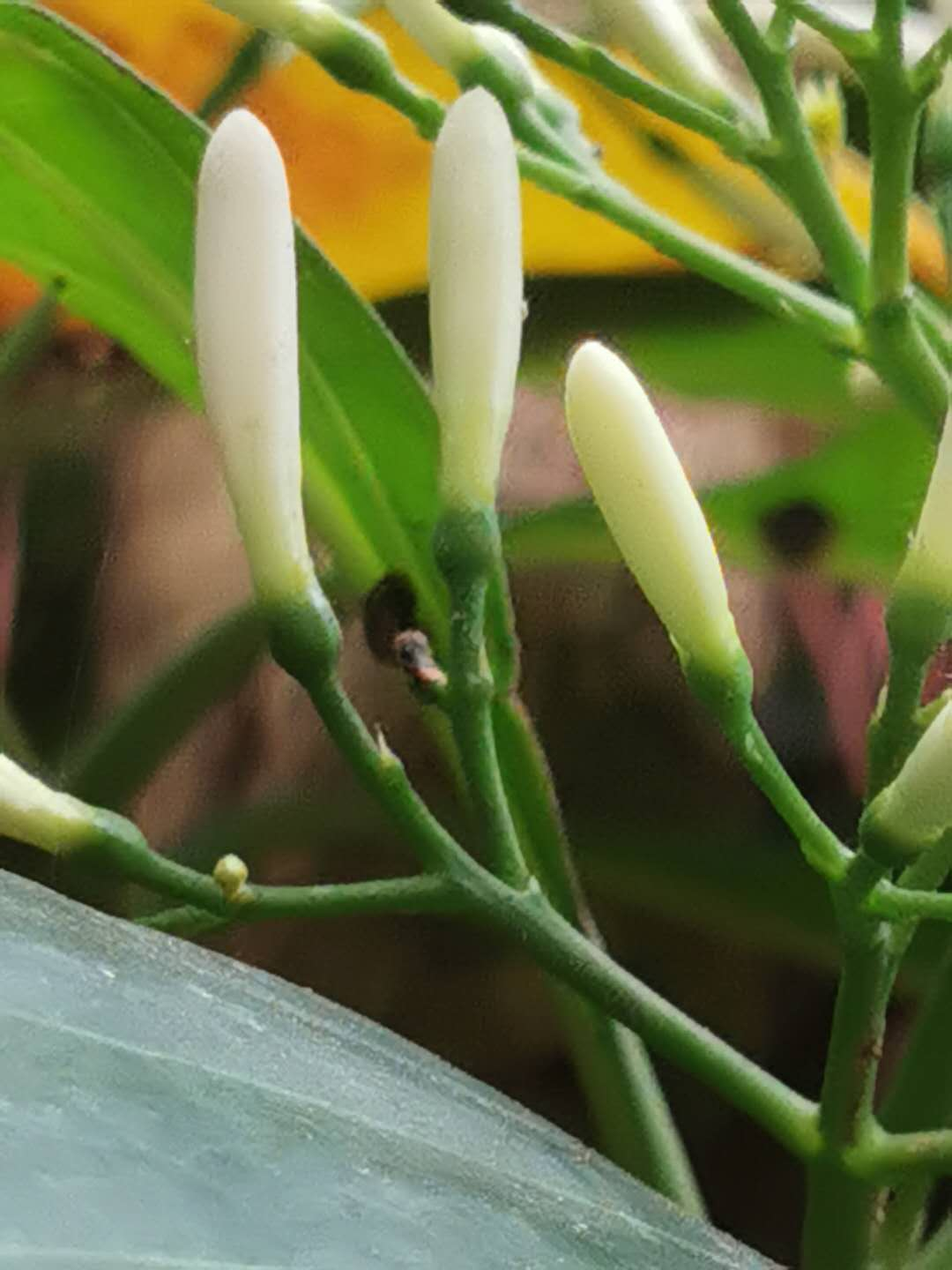
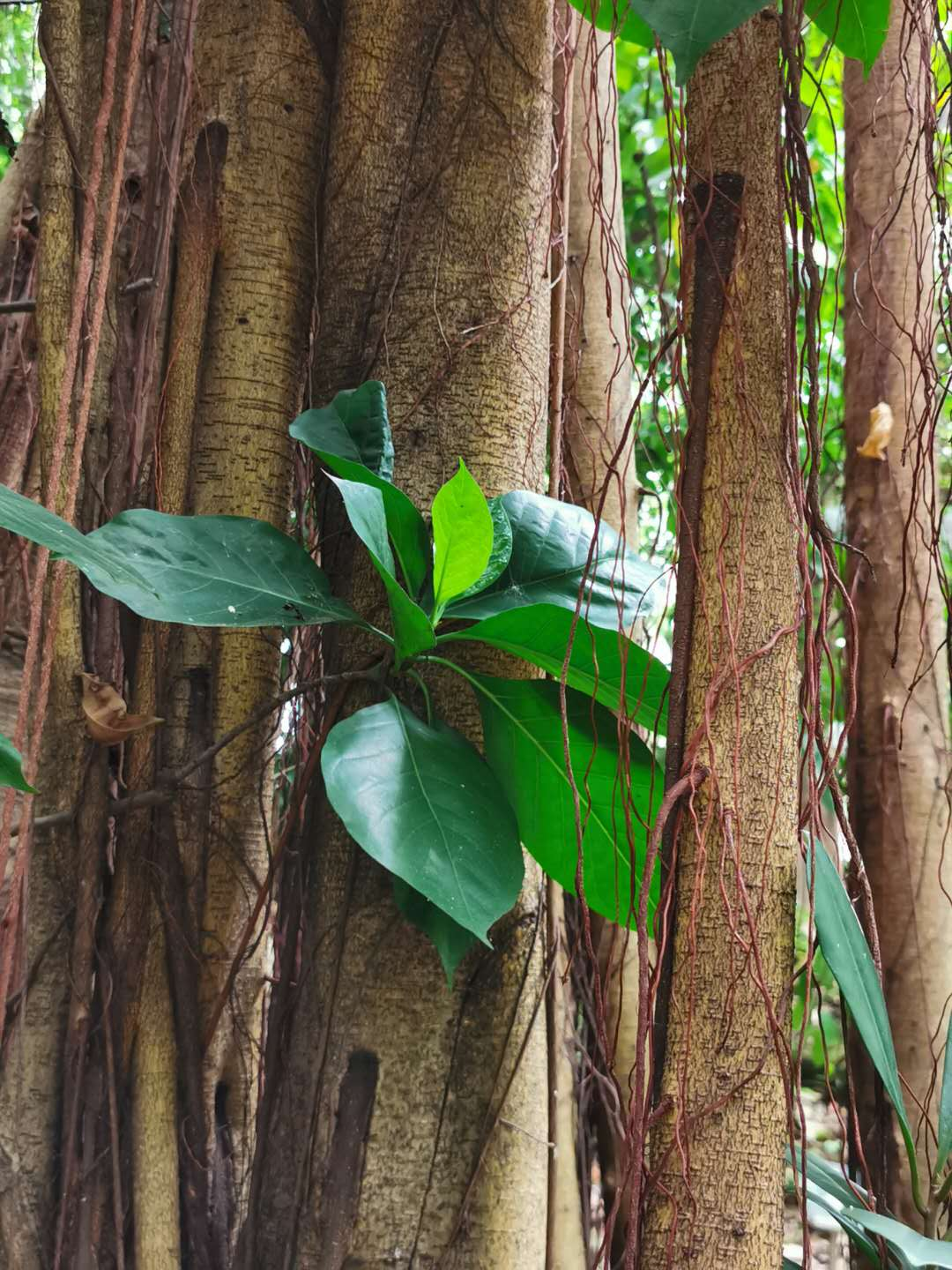
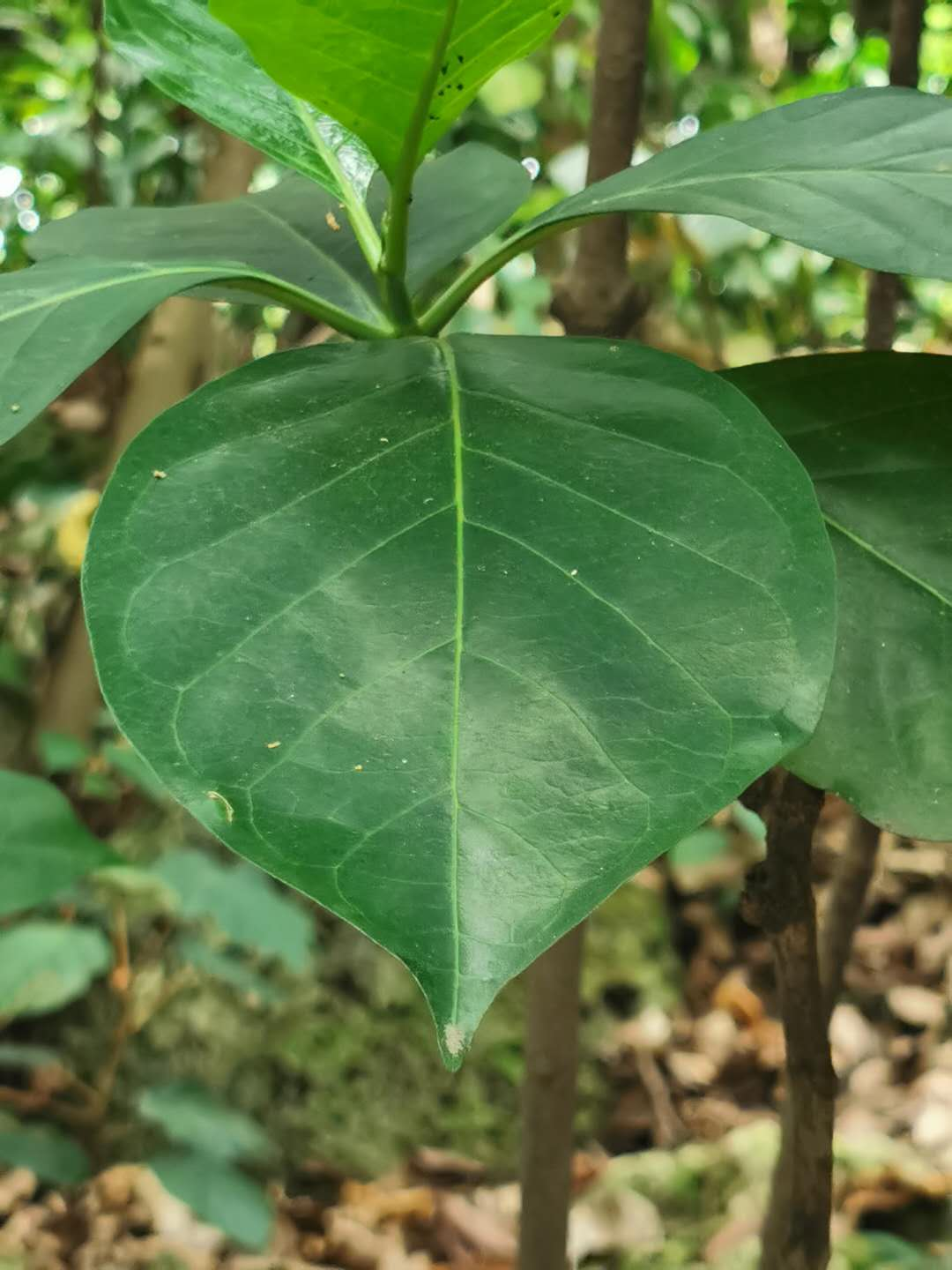
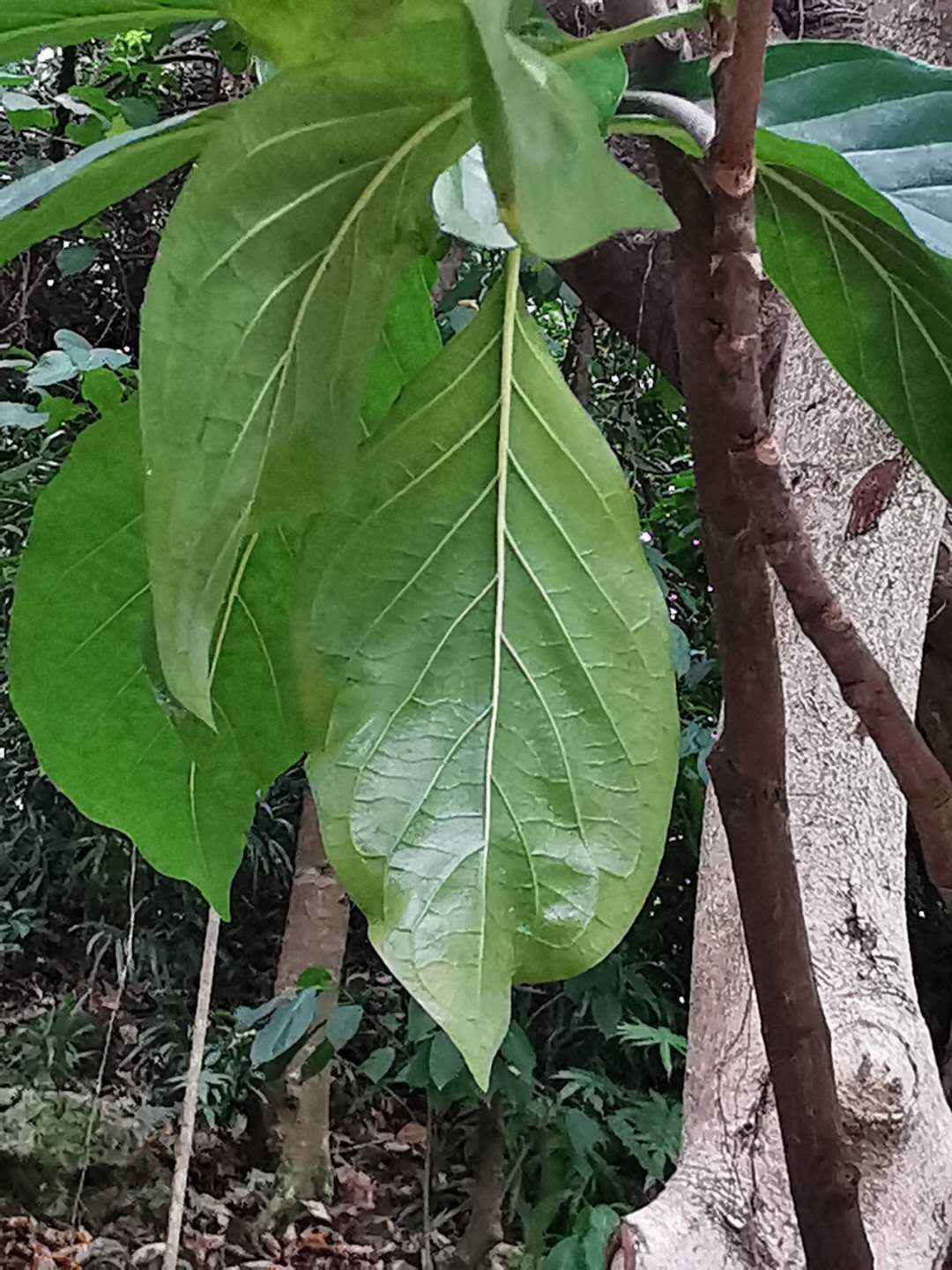
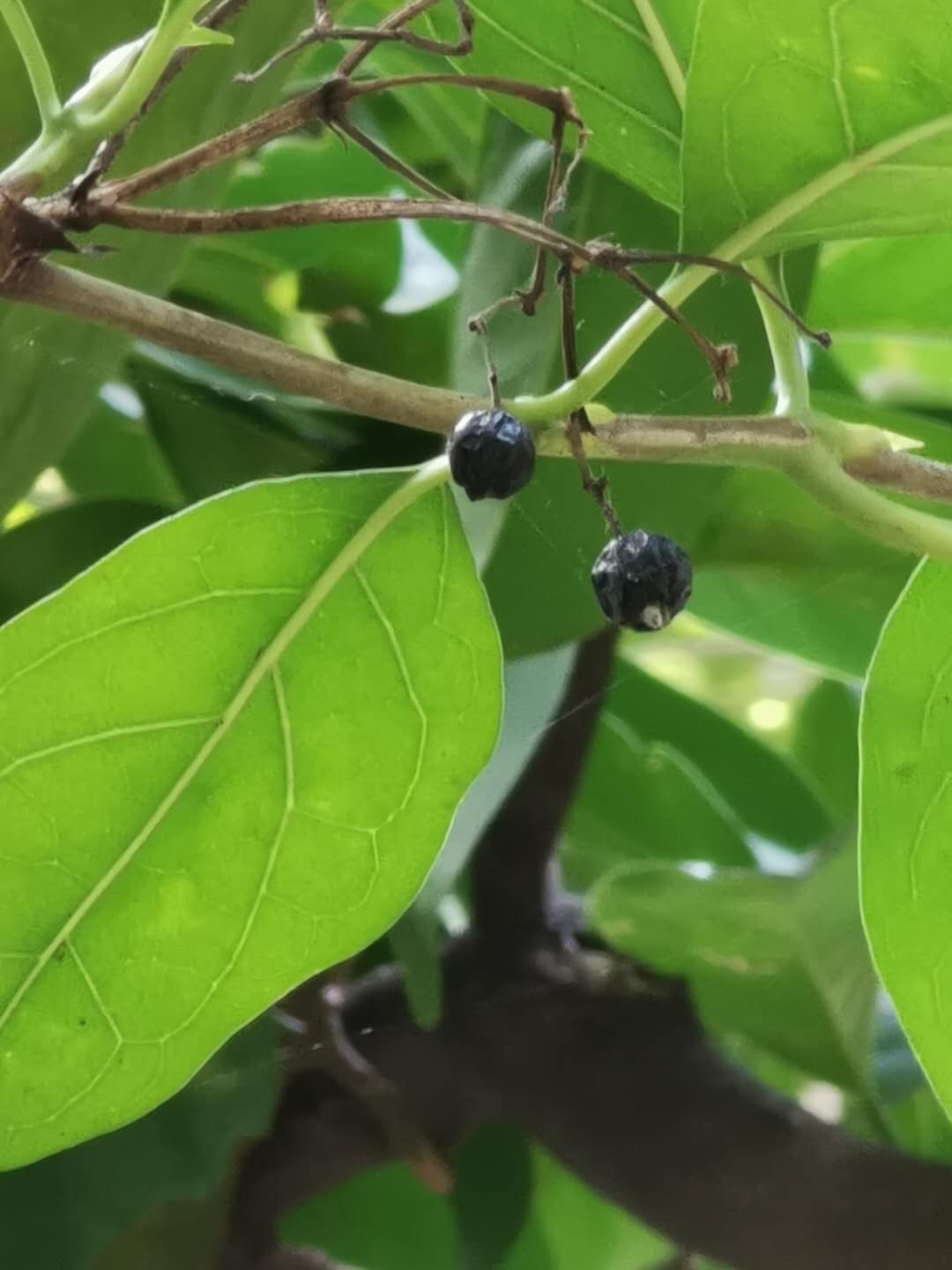